# Schizomus vinsoni
Espèce
Schizomus vinsoni est une espèce de schizomides de la famille des Hubbardiidae.

## Distribution
Cette espèce est endémique de l'île Maurice,.

## Étymologie
Cette espèce est nommée en l'honneur de Jean Vinson.

## Publication originale
- Lawrence, 1969 : The Uropygi (Arachnida: Schizomidae) of the Ethiopian Region. Journal of Natural History, vol. 3, p. 217-260.